# Schopenhauer e Leopardi
Schopenhauer e Leopardi è un saggio in forma di dialogo scritto da Francesco de Sanctis. Pubblicato per la prima volta nel dicembre 1858 sulla Rivista Contemporanea, è stato definito uno dei suoi saggi più geniali (Muscetta).

## Trama
L'opera è un dialogo tra due amici che discutono sulla filosofia di Schopenhauer. Uno di essi (il signor D.) è il De Sanctis stesso e sta scrivendo un articolo su Schopenhauer per la Rivista Contemporanea. L'altro (il signor A.) è una persona che odia la filosofia, specialmente quella idealistica; è convinto che la teologia e la filosofia siano destinate a sparire innanzi al progresso delle scienze naturali, come sono sparite l'astrologia e la magia, e che in luogo di almanaccare e stillarsi il cervello, in luogo di spiegare un mistero con altri misteri più tenebrosi, teologici o filosofici, è meglio dire non la so.
Nel dialogo vengono criticati gli idealisti e inizialmente viene esaltato Schopenhauer, che è nemico dell'idea: 
Viene esposta la filosofia di Schopenhauer: si parla del mondo come volontà e rappresentazione, del Wille zum Leben (Volontà di Vivere) e dei patimenti che causa all'uomo. E anche dei tre modi per superare il dolore: l'arte, l'etica e l'ascesi. Inoltre Schopenhauer viene paragonato a Leopardi. Scrive il De Sanctis:
Nella parte finale dell'opera la filosofia di Schopenhauer viene liquidata mentre il significato progressivo del nichilismo leopardiano viene rivalutato.

## Seguito
Ernst Otto Lindner (traduttore dei Canti di Leopardi per la Vossische Zeitung) fece leggere a  Schopenhauer l'articolo del De Sanctis. E a Schopenhauer il dialogo piacque molto nonostante le invettive alla fine contro di lui che lasciò correre:
A Schopenhauer piacque vedersi accostato a Leopardi, che considerava un «fratello spirituale italiano».